# RIDDLE JOKER
《RIDDLE JOKER》是YUZUSOFT於2018年3月30日發售的戀愛冒險類型成人遊戲。改編漫畫於《月刊Comic Alive》開始連載。

## 概要
《RIDDLE JOKER》是YUZUSOFT第十作，以超能力为主题。故事发生的主要舞台是一個研究超能力的現代化都市，大量的「星幽使」在此定居并活跃着，以主人公以及其義妹潛入星幽使聚集的校園为主要线索，讲述主人公与學生們发生的故事。

## 故事簡介
在本作虚构的世界里存在一种超自然神秘力量，一开始人们称之为「超能力」，但在20世纪末时，人们又发现它与一种粒子「星幽子」对人类大脑的作用有关，因此人们后来又将这种力量改称为「星幽术」；而相对的，对于能够使用这种力量的人，人们称之为「星幽使」。
本作主人公在原晓外表看上去是个过着平平无奇人生的普通学生，但实际上他是归属于某星幽使结成的秘密组织的特工。在故事的开头，他被组织下达了 「乔装成学生潜入星幽使学校」这样的任务，于是他与妹妹在原七海一起潜入了目标校园「橘花學院」。任务进展顺利，他们成功地融入了班级内，并且与同班同学三司绫瀬、二条院羽月，以及学姐式部茉优成功混熟。
正当晓以为逃过了被怀疑的风险的时候，发生了绫濑差点被绑架的事件，为了阻止绑架，他不幸被绫瀨撞破了自己的特工身份，但也同时知道了绫瀨的一个大秘密：她是一个通过垫胸使自己变成完美的巨乳美少女的人。在双方都不想自己的秘密被公之于众的情况下，两人决定达成合作——对外保守对方的秘密。以这个事件为导火索，主角团的命运发生转变，奇妙而有趣的故事开始了。

## 登場角色

### 主要角色
在原曉
本作主人公。過去是住在孤兒院的孤兒舊姓是西行，因故和义妹在原七海一起被在原隆之介所收养，跟妹妹關係非常密切常常被七海和其他人說成是妹控，廣播劇中更曾說出如果七海有喜歡的人的話就要以哥哥的身分看對方到底適不適合一類的話。
外表看上去是普通学生，实际上拥有双重身份，隐藏身份是星幽使秘密组织派出的特工，代号为006。
潜入时称自己星幽术是体能强化，实际只是自身星幽术（能够增强大脑对身体的控制）的附加效果。
在孤兒院時因為是星幽使被其他院生所欺負，常常自己一人到外面閒晃，在某次遭遇了被三名大人襲擊的年幼時的羽月出手相助被帶入警局，在這之後被隆之介收養。對於孤兒院時期的事情不太願意去跟別人提起。
三司绫濑（聲：沢澤砂羽）
主人公的同班同学，同时担任学生会长。是学校里的明星偶像人物，公认的人氣王。
数年前曾经用能力阻止了一起起重机事故，接受了被某杂志的访谈后，凭借可爱外表成为了大家的话题人物，因此成名。
平胸，出名后因为网上的评论而对胸的大小十分在意（网上甚至给当时平胸的她起了“三司平野绫”这样的外号来嘲笑她贫乳），所以会用两种超大号胸垫垫把自己垫成E罩杯，并在之后的访谈中公开出来。同时，性格外向也是她装出来的，事实上她是个典型的尼特，对什么事都嫌麻烦，独来独往的独行侠。
重度猫控，私人时间除了打游戏外大部分都在看以猫为主题的影片。因为对猫有着强烈的渴求，导致使得猫不敢靠近她，本人因此十分苦恼。
星幽术是操作周围的引力与斥力。實際上並非星幽使，而是靠攝取藥物來獲得能力。
在原七海
主人公的义妹。家事万能，性格认真又坦率。因为为人有些怕生自称暗属性人格，但是在熟悉之后会变得很容易相处。
稍微有点中二病（使用星幽术的时候会念很长但其实不需要的咒语），是个御宅族，参加过COSPLAY活动。  
在组织中代号为009，专职辅助，具备很强的駭客能力，是主角的搭档，经常吐槽照顾认真的哥哥很麻烦。
和壬生千咲关系非常好，因为壬生千咲是交际花，称她为光属性人格。
生氣的時候會一直包餃子來洩憤，所以每當七海生氣時周圍的人都要被迫吃餃子，如果有人對此抱怨還會變本加厲。
星幽术是强化自愈能力。
式部茉優（聲：西園純夏）
主人公在学校里的学姐。有着成熟稳重的熟女作风，但偶尔又会像小孩子一样撒娇，對於自己年紀比其他一般學生大一事非常在意甚至會因此陷入自虐的狀態。
为了幫助因暴走而被強制進入沉睡狀態的好友伊勢琴里，刻意不毕业並两次留级。平时通常在自己在学校里的私人实验室内进行对各种能力的研究实验。另外对于自己冲咖啡的技巧相当有信心。
许多年前和未被收养时的男主同属一个幼儿园，并凭借男主名字的特殊读法认出了现在的男主，对男主由一个浑身带刺的人转变成妹控感到有趣。過去看著曉因為是星幽使被其他園生欺負卻不敢向曉搭話怕被發現自己也是星幽使一事非常後悔，因此與曉相認後常常在私底下只有兩人時對他做出許多有如母性包容般的行為。
個人路線中曉受命要想辦法潛入研究所獲得內部資料不得不利用茉優，逐漸發現自己對茉優的感情的曉也對此產生了罪惡感，茉優也因為曉的一連串行為誤以為曉對自己有意思。但茉優某日發現自己的認證被盜用後設下了陷阱抓到了試圖潛入自己研究室竊取資料的曉並發現他的身分，但茉優基於種種理由並沒有向校方告發反而是以曉的組織所持有的星幽術記憶纖維作為交換向曉提出交涉，曉也因為無法輕易交出組織的機密兩人為此膠著了幾天並在這期間雙方也逐漸按耐不住自己對對方的感情，最後在曉決定抽身的情況下茉優害怕曉會離去向他坦白了自己的目的與希望得到記憶纖維的理由，曉也在聽了之後告知自己的所屬與目的並決定幫助茉優，其後曉也將先前用於竊取茉優的星幽術認證時使用的記憶纖維交給了茉優並向他告白，兩人交往後茉優讓曉成為自己的助手來協助研究。研究途中琴里突然甦醒引發暴走被曉解放最大極限的能力擊昏後制止並在之後曉向茉優說明自己真正的能力是控制腦部讓茉優得到制止琴里暴走的靈感，其後兩人向理事長表明曉的身分和能力說服理事長和曉的組織合作，在理事長與隆之介對談後雙方也順利的達成合作在其後曉與茉優兩人順利開發出抑制琴里暴走的裝置成功的讓琴里甦醒。結局時與琴里兩人一起從學校畢業，曉也為了成為和茉優一樣的研究員為目標努力，也因此該路線也是唯一曉走向非特工道路的結局。
星幽术是操作和固化空气中的星幽子。
二條院羽月（聲：遙空）
主人公的同班同学，也是学生宿舍的宿舍长。是个责任感强烈的人，个性认真耿直。
严于待人，对于自己不认可的事情会毫不留情地去否定，不过，在好好讲道理的情况下也能达成理解。  
作为宿舍长常常严厉细致地教导同学们，却没有因此而被敬而远之，反倒成为了大家的依靠。
平时喜歡看日本時代劇，收藏了多套时代剧DVD。
闷骚，对性知识很熟悉但是引以为耻，對戀愛的觀念幾乎是上個時代的等級。
小时候受到时代剧影响，曾经学时代剧主角“惩恶扬善”，用能力对付了几个成年男子，被他们诘问时曉出现为了拯救她与男子们打架，最后和曉一起被警察带走，那时候便已经萌发了初恋並稱曉是白馬將軍大人。
個人路線中被曉拯救過幾次並得知他就是過去拯救自己的白馬將軍大人後便死心踏地的愛上他向曉告白，曉最初因為自己的身分的關係認為自己對羽月不夠誠實而猶豫因此對羽月的告白做保留的態度，這也使得羽月一度認為自己一定會被拒絕而失落，最後在綾瀨的鼓勵與隆之介的認可下曉決定面對自己對羽月的感情接受他的告白。在這時候城市裡發生了幾件跟水有關的惡作劇事件甚至直接發生在曉和羽月的身邊，最初能力使用被鎖定在水的使用者上但是登錄使用水的星幽使只有羽月，為了找出真兇曉從茉優口中得知星幽術能夠延遲發動一事決定到職員室找到在學校發生事件前的影片卻意外被羽月撞破，羽月雖然認為曉做的事情就是犯罪該通報學校卻遲遲猶豫沒有通報，在這期間曉等人鎖定了事件的真兇，曉隻身一人與對方發生衝突卻苦於對方的能力無法靠近時從七海口中知道一切真相的羽月出現幫助曉抓住真兇，羽月這時也終於明白過去自己的父親所說的人情的重要性並為了自己過去的固執沒有相信曉到最後一事向他道歉。事件結束後在宿舍開設諮詢室頃聽學生的煩惱，該諮詢室也成為了學校傳統在羽月畢業後繼續的維持下去。結局時羽月畢業後在父親的幫助以及曉的組織上頭的領導人物努力排除對星幽使的職業歧視下順利的成為警察並在強制住宿結束後與曉同居。
星幽术是操纵水，除了直接操控水外也能從空氣中抽出水分使用，一般除了水球彈外還能利用水來感測入侵者，初期因為操控時會用到兩種不同類型的操控模式導致星幽術會互相起衝突造成使用能力時很容易被潑溼身體所以常常隨身攜帶雨傘以防不時之需。

### 其他角色
壬生千咲（聲：夏和小）
本作唯一可攻略配角也是本作中唯一可攻略角色中完全不會使用能力的普通人，主人公在学校里的学妹，同时是妹妹在原七海的同班同学。元气少女，作为学校里的交际花，性格非常活泼外向，时常远远地就向怕生的七海大声打招呼。
身材娇小，故而不容易用成熟風格的服裝打扮自己，对此非常不甘心。但又有着不想用長高來妥協服裝的自尊，因此坚持学习服装的知识，提高对时尚的了解，来配合自己身型打扮。
廣播劇提到非常擅長桌球，曉甚至一次都沒有贏過他。
周防恭平
主人公的同班同学，待人友善、认真直率的阳光男孩。平时温顺阳光，但也会因为别人单凭外表判断他是女孩子而生气。
同时，就算经常被当成女孩子，他也对自己的外表感到满意，而不是去讨厌自己的外表。
食量巨大，喜欢去分量很大的三号食堂。
其實是理事長為了監視學園與收集情報派出的眼線。
柿本香里（聲：川島梨乃）
主人公班上的老师。外表是个冷酷的人，但实际上外刚内柔，内心细腻，会细心一一回答学生们问题。同时她也对能力进行着研究。
在原隆之介（聲：ほうでん亭ガツ）
主人公在原曉和妹妹在原七海的养父。相当重视与主人公兄妹构成的家庭。也是个时常参与社区清扫服务行动的人。
实际上他同时也是主人公所属的秘密组织的成员，作为主人公的上司管理着兄妹，但其實本身也非常不希望他們成為特工，希望他們能當一名普通的學生享受學生生活甚至說出比起任務更希望他們以自己的事情為優先。所以當曉為了私事做出擅自行動的行為時雖然會責備但仍會尊重曉的決定並幫他處理後續問題。
伊勢篤紀（聲：一條和矢）
橘花學院的理事長。虽然帶着一些偏見但对星幽术持肯定的态度此外，也因「希望能力者成为社會的橋梁」的念頭，费盡心力成立了橘花學院。女兒琴里發生了暴走的事件後投入了許多資源研究讓琴里甦醒的方式並且為了避免暴走一事被大眾發現造成普通人對星幽使的反彈而掩蓋兩年前的事件真相。
伊勢琴里
伊勢篤紀的女兒，綾瀨同父異母的姐姐，能力非常優秀的星幽使，兩年前進行研究時因不明原因引發了能力暴走不得不讓他進入冷凍睡眠沉睡了兩年。與茉優是親友，茉優也因為當初是自己請求琴里代替自己進行實驗害他遭遇意外一事非常自責因此延畢兩年誓言要找到讓他甦醒的方法。星幽術能力是操控大氣，連結值非常高甚至是目前所能發現的星幽使中連結值最高的人就算甦醒後使用抑制暴走的裝置將連結值壓在能夠使用星幽術下限依舊能展現優秀的星幽術，暴走時因引發了颶風造成災害。

## 用語
星幽使
能夠透過星幽子使用星幽術的人的通稱，與普通人不同的地方是腦部有一部分發展和普通人不同才因此能使用星幽術，成為星幽使天生或後生都有可能，現階段統計天生的星幽使比後生的還多，但推測也有可能有一部分的後生星幽使害怕被他人排擠選擇隱瞞自己是星幽使的身分。現代社會雖然普遍接受星幽術帶來的便利，但仍有許多民眾歧視星幽使甚至一部份職業不太能接受星幽使(如警察)。
星幽術
星幽使利用星幽子所施展的能力，每個星幽使能使用的星幽術類型都是固定的，不管多熟練都不會讓能力提升(例如移動物品的能力無論再熟練都無法讓施術者本身做出瞬間移動)，在不同環境下星幽術的效果也有可能會有差異(如七海的治療能力在水中使用時效果會較差，但羽月本身能力就是操控水因此在陸上和水中效果沒有太大差異)。
連結值
星幽使使用星幽術的出力單位，越高出力就越強(但不一定代表能力越強)，一個人要使用星幽術連結值最基本的條件要達到20，這也是星幽使與普通人之間的其中一項差異，一般來說每個人在相同環境下的連結值都是固定的，僅有透過特殊藥物或者是像曉一樣能夠控制腦部的星幽術才有辦法短暫的改變連結值。

## 製作人員
- 角色設計、原畫：夢璃凜、小舞一[9]
- 企劃：
- SD原畫：菰綿遙華（日语：こもわた遙華）
- 劇本：、砥石大樹、保住圭
- 監製：
- CG：、
- 影片製作：
- 音樂：Famishin、Angel Note、新井健史

## 主題曲
片頭曲「astral ability」
作詞：，作曲：Famishin，編曲：井之原智，主唱：橋本美雪、佐咲紗花
吉他：Asai Yasuo
綾瀨片尾曲
作詞：Lise，作曲：Famishin，編曲：，主唱：霜月遙
七海片尾曲
作詞、主唱：葉月，作曲：Famishin，編曲、吉他：椎名俊介
茉優片尾曲
作詞、主唱：tohko，作曲：Famishin，編曲：，吉他：Asai Yasuo
羽月片尾曲
作詞、主唱：，作曲：Famishin，編曲：井之原智，吉他：Asai Yasuo
千咲片尾曲
作詞、主唱：，作曲：Famishin，編曲：伊福部武史

## 關連商品

### CD
《RIDDLE JOKER》Vol.1 「三司あやせ」「PERFECT GIRL」
2018年1月12日發售。附加迷你廣播劇Vol.1。
《RIDDLE JOKER》Vol.2 「在原七海」 「Sympathy.」
2018年1月26日發售。附加迷你廣播劇Vol.2。
《RIDDLE JOKER》Vol.3 「式部茉優」「強がるオトナのSecret Labo」
2018年2月9日發售。附加迷你廣播劇Vol.3。
《RIDDLE JOKER》Vol.4 「二条院羽月」 「大和撫子はあこがれ」
2018年2月23日發售。附加迷你廣播劇Vol.4。
《RIDDLE JOKER》廣播劇CD 「かなりピンチな三司あやせの一日（温泉編）」 （三司绫濑相当危险的一天（温泉编））
2019年2月8日發售。全長66分鐘。

### 漫畫
RIDDLE JOKER

## 外部連結
- 官方網站（页面存档备份，存于）（日語）
- 中文版官方網站（页面存档备份，存于）（简体中文）
- 英文版官方網站（页面存档备份，存于）（英文）
- 《RIDDLE JOKER》在視覺小說數據庫的頁面 （英文）